# Lista de capítulos de Terra Formars
Terra Formars é um mangá escrito por Yū Sasuga e ilustrado por Kenichi Tachibana. É serializado na revista Young Jump desde 2011.
A Editora JBC começou a publicar o mangá no Brasil em julho de 2015.

## Volumes
| - Missão 1. CONTATOS IMEDIATOS DE SEXTO GRAU (COM O CONHECIDO) - Missão 2. A INSURREIÇÃO DE UMA ESPÉCIE - Missão 3. O IMPÉRIO CONTRA-ATACA - Missão 4. LINHAGEM DE CAÇADORES - Missão 5. OS DERROTADOS - Missão 6. CEMITÉRIO DAS PRAGAS | - 1. 既知との遭遇, Kichi to no Sōgū - 2. 種の激変, Tane no Gekihen - 3. 帝国の逆襲, Teikoku no Gyakushū - 4. 狩猟の血統, Shuryō no Kettō - 5. 敗れざる者たち, Yabure Zarushatachi - 6. 害虫たちの墓場, Gaichū-tachi no Hakaba |

| - 1. Sympton (Transformação) - 2. Underdog (Matilha desgarrada) - 3. Friend (Empatias e alianças) - 4. Virus (Vingança) - 5. Will (Último desejo e desejo próprio) - 6. Departure (Partindo para o campo inimigo) - 7. Encounter (Cara a cara) - 8. Bad again (Os demônios ressurgem) | - 1. - 2. - 3. - 4. - 5. - 6. - 7. - 8. |

| - 9. Maneuver (Manobra estratégica) - 10. Officer (Tropa de elite) - 11. To Mars (Ao planeta do mau agouro) - 12. Secret (Operação secreta) - 13. Open fire (Abrindo fogo) - 14. An operation (A cirurgia) - 15. War (Guerra aberta) - 16. Anima (Adoração) - 17. One punch maiden (A mulher de um golpe só) - 18. Strings (Fio) - 19. Exceptional 2 (Akari Hizamaru e Michel K. Davis) | - 9. - 10. - 11. - 12. - 13. - 14. - 15. - 16. - 17. - 18. - 19. |

| - 20. - 21. - 22. - 23. - 24. | - 20. - 21. - 22. - 23. - 24. |

| - 25. - 26. - 27. - 28. - 29. - 30. - 31. - 32. | - 25. - 26. - 27. - 28. - 29. - 30. - 31. - 32. |

| - 33. - 34. - 35. - 36. - 37. - 38. - 39. - 40. | - 33. - 34. - 35. - 36. - 37. - 38. - 39. - 40. |

| - 41. - 42. - 43. - 44. - 45. - 46. - 47. - 48. | - 41. - 42. - 43. - 44. - 45. - 46. - 47. - 48. |

| - 49. - 50. - 51. - 52. - 44. - 45. - 46. - 47. | - 49. - 50. - 51. - 52. - 44. - 45. - 46. - 47. |

| - 48. - 49. - 50. - 51. - 52. - 53. - 54. - 55. | - 48. - 49. - 50. - 51. - 52. - 53. - 54. - 55. |

| - 56. - 57. - 58. - 59. - 60. - 61. - 62. - 63. - 64. | - 56. - 57. - 58. - 59. - 60. - 61. - 62. - 63. - 64. |

| - 1. - 2. - 3. - 4. - 5. - 6. - 7. - 8. | - 1. - 2. - 3. - 4. - 5. - 6. - 7. - 8. |

| - 9. - 10. - 11. - 12. - 13. - 14. - 15. - 16. | - 9. - 10. - 11. - 12. - 13. - 14. - 15. - 16. |

| - 17. - 18. - 19. - 20. - 21. - 22. - 23. - 24. | - 17. - 18. - 19. - 20. - 21. - 22. - 23. - 24. |

| - 25. - 26. - 27. - 28. - 29. - 30. - 31. - 32. | - 25. - 26. - 27. - 28. - 29. - 30. - 31. - 32. |

| - 33. - 34. - 35. - 36. - 37. - 38. - 39. - 40. | - 33. - 34. - 35. - 36. - 37. - 38. - 39. - 40. |

| - 41. - 42. - 43. - 44. - 45. - 46. - 47. - 48. | - 41. - 42. - 43. - 44. - 45. - 46. - 47. - 48. |

| - 49. - 50. - 51. - 52. - 44. - 45. - 46. - 47. | - 49. - 50. - 51. - 52. - 44. - 45. - 46. - 47. |

| - 48. - 49. - 50. - 51. - 52. - 53. - 54. - 55. | - 48. - 49. - 50. - 51. - 52. - 53. - 54. - 55. |

| - 56. - 57. - 58. - 59. - 60. - 61. - 62. - 63. - 64. | - 56. - 57. - 58. - 59. - 60. - 61. - 62. - 63. - 64. |

| - 65. - 66. - 67. - 68. - 69. - 70. - 71. - 72. - 73. | - 65. - 66. - 67. - 68. - 69. - 70. - 71. - 72. - 73. |

| - 1. - 2. - 3. - 4. - 5. - 6. - 7. - 8. | - 1. - 2. - 3. - 4. - 5. - 6. - 7. - 8. |